# Strandby Kirke (Frederikshavn Kommune)
|  | Denne artikel omhandler Strandby Kirke i Frederikshavn Kommune. Der findes andre kirker med dette navn, se Strandby Kirke |
Strandby Kirke er opført i 1965-66, beliggende i Strandby, syv kilometer nordvest for Frederikshavn.
Kirken er arkitektonisk væsentlig forskellig fra sognets to andre kirker, Elling Kirke og Jerup Kirke.
Kirken er tegnet af arkitekt Jacob Blegvad, som har forsynet kirken med en tagkonstruktion, som er baseret på en hyperbolsk paraboloide.
Fiskerbyens befolkning siger meget passende at kirken minder lidt om en fiskekutter med sejl (taget) og styrehus (tårnet).
Grundformen i kirken er æggeformet, med den spidse del af ægget vendende mod øst. Alteret er placeret i denne ende.

## Eksterne kilder og henvisninger
- Strandby Kirke Arkiveret 31. januar 2011 hos  Wayback Machine hos nordenskirker.dk
- Strandby Kirke hos KortTilKirken.dk